# سكري النوع الثاني
سكري النمط الثاني والذي كان يُدعى سابقًا بداء السكري غير المعتمد على الإنسولين أو سكري البالغين هو اضطراب استقلابي يتميز بارتفاع مُعدّل السكر في الدم في سياق مقاومة الإنسولين ونقص الإنسولين النسبي،  وهو على النقيض من داء السكري من النوع الأول "1" الذي يتصف بنقص الإنسولين المُطلق بسبب تدمير خلايا الجزر في البنكرياس. الأعراض الكلاسيكية له هي العطش الزائد وكثرة التبول وشعور متواصل بالجوع. يُشكل السكري من النوع الثاني حوالي 90٪ من حالات مرض السكري، وترجع النسبة المُتبقية وهي 10٪ بشكل أساسي إما إلى داء السكري من النوع الأول أو إلى سكري الحمل. ويُعتقد أن السمنة هي السبب الرئيسي لسكري النمط الثاني لدى الأشخاص الذين لديهم استعداد وراثي لهذا المرض.
يتم التعامل مع داء السكري النمط الثاني بشكل أساسي عن طريق زيادة التمرين والنظام الغذائي الخاص بالسكري. إذا لم تنخفض مستويات السكر في الدم بشكل كاف إثر تلك التدابير، ففد تبرزُ الحاجة للبدء باستعمال الأدوية مثل الميتفورمين أو الإنسولين، هناك حاجة للتحقق بشكل روتيني من مستوى سكر الدم لدى الأفراد المستخدمين للإنسولين.
ارتفعت مُعدلات مرض السكري بصورة ملحوظة على مدى السنوات الـ 50 الماضية بالتوازي مع السمنة. اعتبارًا من عام 2010، هُناك ما يقرب من 285 مليون شخص يعانون من هذا المرض مقارنة بنحو 30 مليوناً في عام 1985. قد تشمل المُضاعفات طويلة الأجل لارتفاع مُعدل السكر في الدم أمراض القلب والسكتات الدماغية واعتلال الشبكية السكري حيث يتأثر البصر، وكذلك الفشل الكلوي الذي قد يتطلب غسيل الكلى، وضعف الدورة الدموية في الأطراف الذي قد يتطلب إجراء عمليات البتر. المُضاعفات الحادة المُتمثلة بـ الحماض الكيتوني، والتي تُعتبر مُميزة للسكري النمط الأول، غير شائعة الحدوث. ومع ذلك، فقد تحدث غيبوبة فرط الأسمولية اللاكيتوني.

## العلامات والأعراض

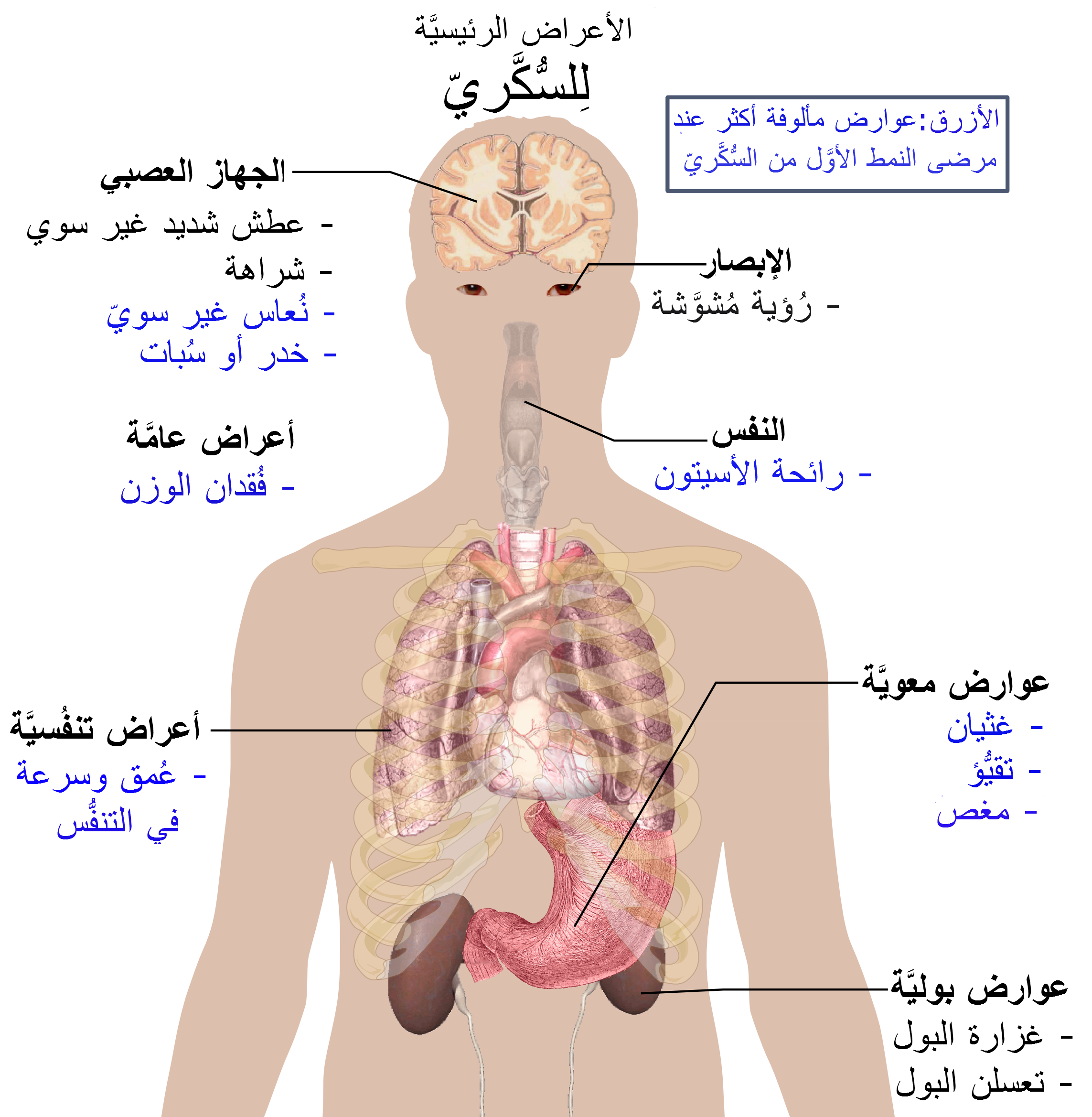
نظرة عامة على أكثر الأعراض أهمية لداء السكري.

تتمثل الأعراض الكلاسيكية لمرض السكري في البوال (كثرة التبول) والعطاش (العطش المتزايد) والنهام (زيادة الجوع)، وفقدان الوزن. تشمل الأعراض الأخرى التي تُكون موجودة عادةً عند تشخيص المرض: سوابق إصابة بـ زغللة العين والحكة واعتلال الأعصاب المحيطية، تكرر الإصابة بـ الالتهابات المهبلية والتعب. ولكن من المُمكن ألا تظهر أي أعراض خلال السنوات القليلة الأولى من الإصابة عند كثير من الناس ويتم وضع التشخيص بمحض الصُدفة أثناء فحص روتيني. من النادر أن يُصاب الأفراد الذين يعانون من داء السكري من النوع 2 بالغيبوبة المفرطة الأسمولية اللاكيتونية (حالة من الارتفاع المفرط بمعدل السكر في الدم ترتبط بـ تغير مستوى الوعي وانخفاض ضغط الدم.

### المُضاعفات
يُعد السكري من النوع 2 مرض مُزمن عادة، ويرتبط بانخفاض متوسط العمر المُتوقع بحوالي عشر سنوات،  ويرجع ذلك جُزئيًا إلى عدد من المُضاعفات، التي يرتبط بها بما في ذلك ارتفاع إمكانية الإصابة بـ أمراض القلب والشرايين بمعدل 2 - 4 مرات أكثر، وكذلك مرض القلب التاجي والسكتة الدماغية وارتفاع إمكانية بتر الطرف السفلي بمعدل 20 ضعفًا وزيادة معدلات دخول المُستشفى. وتتزايد جميع هذه المُضاعفات بشكل مُستمر في العالم المتقدم وأماكن أخرى. يُعتبر مرض السكري من النوع 2 هو أكبر سبب لحدوث العمى غير الرضي والفشل الكلوي. كما تم ربطه بزيادة خطر الخلل الإدراكي والخرف بسبب أمراض مثل مرض الزهايمر والخرف الوعائي. وتشمل المضاعفات الأخرى: شواك أسود والعجز الجنسي والالتهابات المُتكررة.

## السبب
تحدثُ الإصابة بداء السكري من النوع الثاني بسبب اشتراك كل من نمط الحياة والعوامل الوراثية. وفي حين تخضع بعض العوامل للسيطرة الشخصية، مثل النظام الغذائي والسمنة بينما العوامل الأخرى مثل التقدم بالعمر والجنس الأنثوي والعوامل الوراثية لا يُمكن السيطرة عليها أو التحكم بها. تم ربط قلة النوم بالسكري من النمط الثاني. ويعتقد أنه يؤثر على عملية الاستقلاب. وقد يلعب الوضع الغذائي للأم أثناء التطور الجنيني أيضًا دورًا بآلية مُفترضة هي تغير مثيلة الحمض النووي الريبوزي المنقوص الأكسجين. توجد علاقة تربط ما بين بكتيريا الأمعاء بريفوتيلا كوبري وعصوانية شائعة وسكري النمط الثاني.

### نمط الحياة
تلعب عدد من العوامل المُتعلقة بنمط الحياة دورًا هامًا في الإصابة بمرض سكري النمط الثاني وهي تشمل: السمنة (التي تحدد بارتفاع مؤشر كتلة الجسم عن الثلاثين) والافتقار إلى النشاط البدني وسوء التغذية والتوتر، والتمدد الحضري. يرتبط ازدياد معدل الدهون في الجسم في 30٪ من الحالات الحادثة لدى الأفراد المُنحدرين من أصول صينية ويابانية و60-80٪ من الحالات الحادثة لدى المُنحدرين من أصول أوروبية وأفريقية و100٪ من الحالات الحادثة لدى هنود بيما وسكان جزر المحيط الهادئ. ومن الجدير بالذكر أن الأفراد الذين لا يُعانون من السمنة المُفرطة غالبًا ما تكون نسبة الخصر إلى الورك مُرتفعة لديهم.
تؤثر العوامل الغذائية أيضًا على إمكانية الإصابة بداء سكري النمط الثاني، وكمثال يرتبط الاستهلاك الزائد للمشروبات المحلاة بالسكر بتزايد إمكانية الإصابة. كما يلعب نوع الدهون في النظام الغذائي دورًا مُهمًا أيضًا، حيث تُسبب الدهون المشبعة والدهون التقابلية ارتفاع إمكانية الإصابة، بينما تُساهم الدهون المُتعددة اللاتشبعية والدهون الأحادية اللاإشباعية في خفض إمكانية الإصابة. ويبدو أن تناول الكثير من الأرز الأبيض يلعب أيضًا دورًا في زيادة إمكانية الإصابة. ويعتقدُ أن عدم مُمارسة الرياضة تُساهم في إحداث 7٪ من الحالات

### العوامل الوراثية
تشمل مُعظم حالات مرض السكري مُساهمة العديد من الجينات بحيث يكون كلٌ منها مُساهمًا صغيرًا في زيادة احتمالية الإصابة بالسكري من النوع الثاني. إذا كان أحد شقّي التوأم المُتَماثِلان يُعاني من مرض السكري فإمكانية إصابة الآخر بمرض السكري خلال فترة حياته تزيد عن 90٪ في حين أن معدل الإصابة بين الأشقاء في التوائم غير المتطابقة هو 25-50٪. واعتبارًا من عام 2011، تم تحديد أكثر من 36 جين تُساهم في إحداث الإصابة بالنوع الثاني من داء السكري. تُشكل كُل هذه الجينات معًا فقط ما لايزيد عن 10٪ من إجمالي مُكونات المرض التي يمكن توريثها. فعلى سبيل المثال فإن أليل TCF7L2 يُزيد من خطر الإصابة بمرض السكري بضعف ونصف، ويأتي أكبر خطر من المُتغيرات الجينية المشتركة. وتشارك معظم الجينات المرتبطة بمرض السكري في وظائف خلايا بيتا.
توجد عدد من الحالات النادرة لمرض السكري التي تنشأ نتيجة لخلل في جين واحد وتعرف بالسكري أحادي الجين أو أنواع مُعينة أخرى من مرض السكري. وهي تشمل سكري الشبان الناضجين ومتلازمة دونوهيو ومتلازمة رابسون ميندينهال، من بين أشكال أخرى. يُشكل سكري الشبان الناضجين 1-5٪ من جميع حالات السكري لدى الشباب 

### الحالات الطبية
تُعد بعض من الأدوية وغيرها من المشاكل الصحية التي يمكن أن تؤهب لمرض السكري،  منها: القشرانيات السكرية والثيازيدات وحاصرات بيتا ومضادات الذهان غير التقليدية،  وأدوية الستاتين. تُعد السيدات اللواتي أصبن سابقا بـ سكري الحمل أكثر عرضة للإصابة بالسكري من النوع الثاني. تشمل المشاكل الصحية الأخرى التي تترافق بالإصابة بالسكري: ضخامة النهايات ومتلازمة كوشينغ وفرط نشاط الدرق وورم القواتم وبعض أنواع السرطان مثل ورم غلوكاغوني. كما يترافق نقص التستوستيرون أيضًا مع مرض السكري النمط الثاني.

## الفيزيولوجيا المرضية
يحدث السكري النمط الثاني بسبب عدم كفاية إنتاج الإنسولين من خلايا بيتا في حالة مقاومة الإنسولين. ومقاومة الإنسولين هي عدم قدرة الخلايا على الاستجابة الكافية للمستويات الطبيعية من الإنسولين، وتحدث هذه المقاومة بشكل رئيسي في خلايا العضلات والكبد والأنسجة الدهنية. يعمل الإنسولين في الكبد على كبح إطلاق الجلوكوز في الأحوال الطبيعية، ولكن في حال المقاومة للانسولين، يقوم الكبد بإطلاق الجلوكوز بشكل غير مُناسب في الدم. تختلفُ نسبة مُقاومة الانسولين مقابل الخلل الوظيفي لخلايا بيتا بين الأفراد الذين يعانون بشكل رئيسي من مقاومة الإنسولين مع نقص بسيط في إفراز الانسولين وبين غيرهم ممن يعانون من مقاومة طفيفة للانسولين مع نقص أكبر في إفراز الإنسولين.
تشمل الآليات الهامة الأخرى التي ترتبط بمرض السكري النمط الثاني ومقاومة الانسولين ما يلي: زيادة تفكك الدهون داخل الخلية الدهنية، والمُقاومة تجاه الإنكريتين أو عدم وجوده، وارتفاع معدلات ال غلوكاغون في الدم، وزيادة الاحتفاظ بالملح والماء من قبل الكلى، واضطراب تنظيم عملية التمثيل الغذائي بسبب الجهاز العصبي المركزي. ولكن لا يُصاب كل من يعاني من مقاومة الانسولين بمرض السكري، الذي يتطلب حُدوثه وجود خلل في إفراز الإنسولين أيضًا من قبل خلايا بيتا في البنكرياس.

## التشخيص
| شرط                    | ساعتين من إعطاء الجلوكوز | السكر الصائم            | اختبار الهيموغلوبين الغليكوزيلاتي | اختبار الهيموغلوبين الغليكوزيلاتي |
| ---------------------- | ------------------------ | ----------------------- | --------------------------------- | --------------------------------- |
| وحدة القياس            | مليمول/l(ملغ/دل)         | مليمول/l(ملغ/دل)        | مليمول/مول                        | DCCT %                            |
| النسبة الطبيعية        | <7.8 (<140)              | <6.1 (<110)             | <42                               | <6.0                              |
| اختلال الجلوكوز الصومي | <7.8 (<140)              | ≥6.1(≥110) & <7.0(<126) | 42-46                             | 6.0–6.4                           |
| اختلال تحمل الجلوكوز   | ≥7.8 (≥140)              | <7.0 (<126)             | 42-46                             | 6.0–6.4                           |
| السكري                 | ≥11.1 (≥200)             | ≥7.0 (≥126)             | ≥48                               | ≥6.5                              |

يعتبر تعريف منظمة الصحة العالمية لمرض السكري (كلاً من النوع 1 والنوع 2) وجود قراءة مرتفعة واحدة فقط للسكر عند ترافقه مع أعراض، أو ارتفاع القيم في مناسبتين، إما:
- بلازما السكر أثناء الصيام ≥ 7.0 ميليمول/لتر (126 ميليغرام/ديسيلتر)

أو:
- مع اختبار تحمل الجلوكوز، ساعتين بعد الجرعة التي تؤخذ عن طريق الفم جلوكوز البلازما ≥ 11.1 ميليمول/لتر (200 ميليغرام/ديسيلتر)

كما تعتبر نسبة السكر التي تفوق 11.1 ميلمول/لتر (200 ميليغرام/ديسيلتر) في عينة عشوائية من الدم بالإضافة إلى الأعراض النموذجية  أو اختبار الهيموغلوبين الغليكوزيلاتي (نسبة الهيموغلوبين السكري HbA1c) أعلى من 6.5% طريقة أخرى لتشخيص داء السكري. في عام 2009، أوصت لجنة خبراء دوليين ضمت ممثلين عن الجمعية الأمريكية لداء السكري (ADA) والاتحاد الدولي لداء السكري (IDF) والجمعية الأوروبية لدراسة داء السكري (EASD) بأنه ينبغي استخدام حد ≥ 6.5% كنسبة للهيموغلوبين السكري HbA1c لتشخيص داء السكري.  وقد اعتمدت الجمعية الأمريكية لداء السكري هذه التوصية في عام 2010. يجب تكرار الفحوص الإيجابية ما لم يُظهر الشخص الأعراض النموذجية ونسب السكر في الدم>11.1  ميليمول/لتر (>200 ميليغرام/ديسيلتر).
تستند حدود تشخيص داء السكري على العلاقة بين نتائج اختبارات تحمل السكر أو نسبة السكر أثناء الصيام أو الهيموغلوبين السكري HbA1c والمضاعفات مثل مشاكل شبكية العين. يفضل إجراء فحص لنسبة السكر في الدم أثناء الصيام أو فحص عشوائي عن إجراء اختبار تحمل السكر حيث أنها أكثر ملاءمة للناس. أما فحص الهيموغلوبين السكريHbA1c فيتميز بعدم ضرورة الصيام لإجرائه وتكون النتائج أكثر استقرارًا، ولكنه عيبه أن الاختبار أعلى تكلفة من قياس نسبة السكر في الدم. تشير التقديرات إلى أن 20% من الأشخاص المصابين بداء السكري في الولايات المتحدة لا يعرفون أنهم مصابون به.
يتميز داء السكري النمط الثاني بنسبة السكر العالية في الدم في سياق مقاومة الإنسولين ونقص الإنسولين النسبي. ويكون ذلك على عكس السكري النمط الأول حيث يوجد نقص حاد في الإنسولين بسبب تدمير خلايا الجزيرة في البنكرياس وسكر الحمل الذي يعتبر بداية جديدة لارتفاع نسبة السكر في الدم المصاحب للحمل. يمكن التفريق بين النوع 1 والنوع 2 من داء السكري عادةً استنادًا إلى الأعراض الظاهرة. إذا كان التشخيص مشكوكا فيه فقد يكون اختبار وجود جسم مضاد مفيدًا لتأكيد النوع 1 من داء السكري ويكون اختبار مستويات الببتيد الرابط مُفيدًا في تأكيد النوع 2 من داء السكري.

## الفحص
لا تنصح أي من المُنظمات الكبرى بإجراء الكشف فيما يخص داء السكري، حيثُ أنه لا يوجد دليل على تحسين مثل هذا البرنامج للنتائج. تنصح فرقة الخدمات الوقائية الأمريكية بفحص البالغين الذين يظهرون أعراضًا ويكون ضغط الدم لديهم أعلى من 135/80 ميليمتر زئبق. أما الذين يكون ضغط الدم لديهم أقل، فالدليل غير كافٍ للنصح بإجراء الكشف أو عدم إجرائه. تنصحُ منظمة الصحة العالمية بفحص المجموعات المُرتفعة الخطورة فقط. وتشمل المجموعات المُرتفعة الخطورة في الولايات المتحدة: أولئك الأكبر من 45 عامًا، والذين لديهم قريب من الدرجة الأولى مصاب بداء السكري، وبعض المجموعات العرقية بما في ذلك اللاتينيين والأمريكيين من أصل أفريقي والأمريكيين الأصليين واللاتي أصبن بـسكر الحمل، والمُصابات بـمتلازمة تكيس المبايض والذين يُعانون من السمنة والحالات المصاحبة لـمتلازمة التمثيل الغذائي.

## الوقاية
يُمكن تأجيل أو الوقاية من السكري النمط الثاني من خلال التغذية السليمة وممارسة الرياضة بشكلً مُنتظم. قد تُقلل تدابير نمط الحياة المُكثفة من الخطر بما يُزيد عن النصف. تحدثُ الفائدة من مُمارسة التمارين بغض النظر عن وزن الشخص الأولي أو فقدانه للوزن لاحقًا. ولكن الدليل على فائدة التغييرات المُجراة على الحمية الغذائية وحدها محدود،  مع وجود بعض الأدلة بالنسبة للحمية الغذائية الغنية بالخضروات الورقية الخضراء  وبعض الأدلة الأخرى بالنسبة للحد من تناول المشروبات السكرية. عند أولئك الذين يُعانون من اختلال تحمل الجلوكوز، قد تُخفض الحمية الغذائية وممارسة التمارين الرياضية، سواء أكانت وحدها أو مع الميتفورمين أو الأكاربوز من خطر الإصابة بداء السكري. وتُعتبر التغييرات في نمط الحياة أكثر فعالية من الميتفورمين.

## التحكم في الإصابة
يتركز التحكم في السكري النمط الثاني على التغييرات في نمط الحياة وتخفيض عوامل الخطر الأُخرى المُرتبطة بالقلب والأوعية الدموية والحفاظ على مُستويات السُكر في الدم ضمن المُعدل الطبيعي. وفي عام 2008، أوصت الخدمة الصحية الوطنية البريطانية بالرصد الذاتي لنسبة السكر في الدم للأشخاص الذي تم تشخيص إصابتهم بالسكري النمط الثاني من داء السكري مؤخرًا،  ولكن فائدة الرصد الذاتي بالنسبة للذين يتناولون جُرعات مُتعددة من الإنسولين تبقى أمراً مشكوكًا فيه. التحكمُ في عوامل الخطر الأخرى المُتعلقة بالقلب والأوعية الدموية، مثل ارتفاع ضغط الدم وفرط كوليسترول الدم وبيلة ألبومينية زهيدة، يُحسّن من متوسط العمر المُتوقع للمرء. ينتج عن التحكم المُكثف في ضغط الدم (أقل من 130/80 ميليمتر زئبق) في مُقابل التحكم العادي في ضغط الدم (أقل من 140-160/85/100 ميليمتر زئبق) انخفاضًا في خطر الإصابة بالسكتة الدماغية ولكنه لا يؤثر على خطر الموت عمومًا.
كما لا يبدو أن خفض سكر الدم المُكثف (الهيموغلوبين السكري HbA1C<6%) في مقابل خفض سكر الدم العادي (الهيموغلوبين السكري HbA1C بنسبة 7-7.9%) يُحدث تغييرًا في نسبة الوفيات. يكون الهدف من العلاج عادةً هو الوصول إلى نسبة أقل من 7% من الهيموغلوبين السكري (HbA1C أو إلى معدل السكر في حالة الصيام 6.7 ميليمول/لتر (120 ميليغرام/ديسيلتر) بالرغم من إمكانية تغيير هذه الأهداف بعد الاستشارة الطبية المحترفة، مع الأخذ في الاعتبار مخاطر نقص سكر الدم ومتوسط العمر المُتوقع. يُنصح جميع المصابين بالسكري النمط الثاني بإجراء فحص العيون بانتظام.

### أسلوب الحياة
يعتبر اتباع نظام غذائي سليم وممارسة التمارين الرياضية هما أساس العناية بمرض السكري  وكلما زاد النشاط الرياضي كانت النتائج أفضل  تُساعد تمارين الإيروبيك على إنقاص مُعدل الهيموغلوبين السكري HbA1c وعلى تحسين مدى الحساسية للانسولين  وتُعتبر تمارين القوة مُفيدة أيضًا والجمع بين نوعي التمارين قد يكون أكثر فعالية. يُعتبر النظام الغذائي السكري والذي يُساعد على إنقاص الوزن مُهمًا أيضًا. في حين يبقى تحديد أفضل نظام غذائي لتحقيق ذلك أمرًا جدليًا  وقد وجد أن النظام الغذائي المنخفض المؤشر السكري يُحسّن السيطرة على معدل سكر الدم. قد تُساعد التوعية الصحية المناسبة الأفراد المصابين بالنوع الثاني من داء السكري على التحكم بمعدلات سكر الدم لديهم لمدة 6 شهور على الأقل. إذا لم تتمكن التغييرات في أسلوب حياة المُصابين بدرجة مُعتدلة من مرض السكري، من تحسين نسبة السكر في الدم خلال ستة أسابيع فعندئذ ينبغي أن توضع المعالجة الدوائية في الاعتبار.

### الأدوية

حبوب ميتفورمين 500 ملغم.

هُناك عدة أصناف من خافضات سكر الدم المُتوفرة. يوصى عُمومًا باستعمال ميتفورمين كخط علاجي أول نظرًا لوجود بعض الأدلة على أن أنه يُنقص الوفيات. ويُمكن استخدام دواء آخر عن طريق الفم من فئة أخرى إذا لم يكف ميتفورمين وحده. تشمل الأصناف الأخرى الأدوية ما يلي: السلفونيليوريا ومفرزات السلفونيل يوريا ومثبطات ألفا جلوكوزيداز وثيازوليدينديون زمضاهيات الببتيد - 1 الشبيهة بالجلوكاجون تشبه الببتيد 1 ومثبطات دي ببتيل ببتيداز- 4 يجب عدم استخدام ميتفورمين لدى المُصابين بمشاكل حادة في الكلى أو الكبد. من المُمكن استخدام حُقن الإنسولين إما كإضافة إلى الدواء عن طريق الفم أو أن تُستخدم وحدها.
لا يحتاجُ غالبية المرضى في البداية إلى الإنسولين. وعندما يتم استخدامه، يُستعمل عادةً النوع طويل المفعول في الليل، مع استمرار الأدوية عن طريق الفم. بعد ذلك تُرفع كمية الجُرعات إلى المقدار المؤثر (التحكم الجيد بمُستويات سُكر الدم). عندما لا يكفي الانسولين الليلي فقد يُعطى الإنسولين النهاري مرتين يوميًا وقد يُحقق سيطرة أفضل. ولا يبدو أن الإنسولينات طويلة الأجل (غلارجين وديتيمير) أفضل بكثير من هاغيدورن بروتامين المحايد إنسولين NPH ولكن بسبب تكلفة تصنيعها العالية والتي أدت إلى أعتبارها بأنها غير مُجدية اقتصاديًا ابتداءً من عام 2010. أما لدى السيدة الحامل فالإنسولين عمومًا، هو العلاج الأمثل.

### الجراحة
تُعتبر جراحة خسارة الوزن للذين يُعانون من السمنة المفرطة هي تدبير فعال لعلاج مرض السكري  ويتمكن العديد من المرضى بعد إجرائها من المُحافظة على مُعدل طبيعي للسكر الدم مع تناول القليل من الأدوية أو من دونها. كما يتناقص مُعدل الوفيات على المدى الطويل  ولكن هُناك إمكانية قصيرة الأجل لحدوث الوفيات بعد الجراحة بما يقل عن 1٪. ولكن لم تتضح بعد الحدود الصريحة لمؤشر كتلة الجسم والذي يُعتبر مؤشرًا لكون الجراحة مُناسبة. ولكن من المُستحسن أن يوضع هذا الخيار في الاعتبار بالنسبة لغير القادرين على التحكم بكل من وزن جسمهم ومعدل سكر الدم.

## الوبائيات
| لا توجد معلومات ≤ 7.5 7.5–15 15–22.5 22.5–30 30–37.5 37.5–45 | 45–52.5 52.5–60 60–67.5 67.5–75 75–82.5 ≥ 82.5 |

انتشار مرض السكري في جميع أنحاء العالم في عام 2000 (لكل 1000 نسمة). كان المتوسط العالمي 2.8٪
لا توجد معلومات
≤ 7.5
7.5–15
15–22.5
22.5–30
30–37.5
37.5–45
45–52.5
52.5–60
60–67.5
67.5–75
75–82.5
≥ 82.5

أشارت التقديرات إلى أن هُناك 285 مليون شخص مُصاب بالسكري النمط الثاني، حيثُ يُشكلون حوالي 90٪ من حالات السكري على الصعيد العالمي اعتبارًا من عام 2010. وهذا الرقم يُعادل حوالي 6٪ من عدد السكان البالغين في العالم. ويُعدّ داء السكري مرضًا شائعًا في كل من الدول المتقدمة والعالم النامي  ولكنه يبقى غير مألوف، على أي حال، في العالم المُتخلف.
ويبدو أن النساء في خطر أكبر للإصابة به كما هي حال بعض الجماعات العرقية،  مثل جنوب آسيا وسكان جزر المحيط الهادئ والعرق اللاتيني والهنود الحمر. وقد يكون هذا راجعًا للحساسية الزائدة لـ نمط الحياة الغربية في مجموعات عرقية معينة  يُعتبر داء السكري النمط الثاني تقليدي الإصابة في البالغين، يتم تشخيصهُ على نحو مُتزايد لدى الأطفال بالتوازي مع ارتفاع معدلات السمنة لدى الأطفال. وفي الوقت الحاضر، يتم تشخيص السكري النمط الثاني بنفس معدلات تشخيص السكري النمط الأول لدى المُراهقين في الولايات المتحدة.
وقدرت مُعدلات مرض السكري في عام 1985 بحوالي 30 مليون، وارتفعت إلى 135 مليون في عام 1995 و217 مليون في عام 2005  ويُعتقد أن هذه الزيادة تعود في المقام الأول إلى شيخوخة السكان على مستوى العالم، وتناقص ممارسة الرياضة، وتزايد معدلات السمنة. والدول الخمس التي تضم أكبر عدد من المصابين بمرض السكري اعتبارا من عام 2000 هي الهند (31.7 مليون)، الصين (20.8 مليون) والولايات المتحدة (17.7 مليون)، اندونيسيا (8.4 مليون) واليابان (6.8 مليون). وهو من الأمراض التي تعتبر وباء عالميا من قبل منظمة الصحة العالمية.

## تاريخ الحالة
يُعتبر مرض السكري من بين أول الأمراض التي وصفت في التاريخ. حيث يوجد وصف مصري له في مخطوطة تعود حوالي لعام 1500 ق.م. ورد فيها «إفراغ كمية كبيرة جدًا من البول.»  ويُعتقد أن الحالات الأُولى التي وصفت كانت من النوع الأول لداء السكري،  في نفس الوقت تقريباً حدد الأطباء الهنود المرض وصنفوه على أنه madhumeha«أو» بول العسل مُلاحظين أن البول يجتذبُ النمل. وقد اسُتخدم الطبيب الإغريقي أبولونيوس المنوفي مُصطلح «السكري«أو» تمرير» لأول مرة عام 230 ق.م. وكان المرض نادرًا خلال تلك الفترة من زمن الإمبراطورية الرومانية. وقد ذكر جالينوس أنه شاهد حالتين فقط خلال حياته المهنية.
وقد وصف الطبيبان الهنديان ساسروتا وتشاراكا كُلاً من سكري النمطين الأول والثاني كحالتين مُنفصلتين للمرة الأولى في القرن الخامس الميلادي مع ارتباط النمط الأول بالشباب وارتباط النمط الثاني بزيادة الوزن. أما الطبيب البريطاني جون رول بإضافة مُصطلح «السكري العسلي«أو» من العسل» في أواخر القرن الثامن عشر لتمييزه عن حالة مرض السكري الكاذب الذي يرتبطُ أيضًا مع كثرة التبول  لم يتم تطوير علاج فعال إلى وقت مبكر من القرن العشرين عندما تمكن الكنديان فردريك بانتنغ وتشارلز بست من اكتشاف الإنسولين في عام 1921 و1922. وأعقب ذلك تطوير الإنسولين بطيء المفعول في الأربعينات من القرن العشرين.NPH 1940s. 

## اليوم العالمي للسكري
يحيي اليوم العالمي للسكري في 14 نوفمبر/تشرين الثاني من كل عام بهدف تسليط الضوء على أهمية احترام قواعد التغذية الصحية من قبل المرضى، ويوضح أن العلاج بالأدوية وحدها غير كافٍ للحفاظ على توازن نسبة السكر في الدم. بدأ الاحتفال باليوم العالمي لمرض السكري عام 1991، وهو التاريخ الذي حدده كل من الاتحاد الدولي للسكري ومنظمة الصحة العالمية لإحياء عيد ميلاد فريديريك بانتين الذي أسهم مع شارلز بيست في اكتشاف الإنسولين عام 1922.